# Danska cupen 2016/2017
Danska cupen 2016/2017 var den 63:e säsongen av Danska cupen. I finalen vann FC Köpenhamn med 2–0 över Brøndby IF och kvalificerade sig då för den andra kvalomgången till Europa League 2017/2018. Men eftersom FC Köpenhamn även vann Superligaen 2016/2017 och då kvalificerade sig för Champions League, så blev istället Brøndby tilldelade Europa League-platsen.

## Omgång 1
I den första omgången av Danska cupen delades 94 lag upp i Västra zonen och Östra zonen. Det var 50 lag i den Västra zonen som delades upp i ytterligare tre delar, "Norra zonen", "Mittersta zonen", "Södra/Fyn zonen". I Östra zonen var det 44 lag som delades upp i ytterligare två delar, Själland/Lolland/Falster zonen och Själland/Köpenhamn/Bornholm zonen.
Lottningen skedde den 23 juni 2016. Siffrorna inom parentes anger vilken nivå i det danska seriesystemet klubben spelade under säsongen 2016/2017.

### Väst, Norra zonen
| Första omgången – Väst, Norra zonen | Första omgången – Väst, Norra zonen | Första omgången – Väst, Norra zonen |
| ----------------------------------- | ----------------------------------- | ----------------------------------- |
| Lag 1                               | Resultat                            | Lag 2                               |
| IF Skjold Sæby (4)                  | 0–3                                 | Nørresundby (5)                     |
| NUBI (7)                            | 4–5 (e.f.)                          | Jammerbugt FC (3)                   |
| Aalborg Freja (5)                   | 1–1 (e.f.) (4–3 str.)               | Thisted (3)                         |
| Birkelse IF (5)                     | 0–9                                 | Vendsyssel FF (2)                   |
| Løgstør IF (5)                      | 0–4                                 | Skive IK (2)                        |

### Väst, Mittersta zonen
| Första omgången – Väst, Mittersta zonen | Första omgången – Väst, Mittersta zonen | Första omgången – Väst, Mittersta zonen |
| --------------------------------------- | --------------------------------------- | --------------------------------------- |
| Lag 1                                   | Resultat                                | Lag 2                                   |
| Silkeborg KFUM (6)                      | 2–6                                     | Brabrand (3)                            |
| Vatanspor (4)                           | 1–5                                     | Odder (3)                               |
| Aarhus Fremad (3)                       | 1–1 (e.f.) (4–5 str.)                   | VSK Aarhus (3)                          |
| Ringkøbing (4)                          | 0–2                                     | Hobro IK (2)                            |
| Holstebro BK (4)                        | 3–5 (e.f.)                              | IF Lyseng (4)                           |
| Brædstrup IF (5)                        | 0–3                                     | Lystrup IF (4)                          |
| Christiansbjerg IF (6)                  | 0–9                                     | Kjellerup IF (3)                        |
| Tarm IF (6)                             | 1–3                                     | AC Horsens (1)                          |
| Aabyhøj IF (5)                          | 2–0                                     | FC Skanderborg (4)                      |

### Väst, Södra/Fyn zonen
| Första omgången – Väst, Södra/Fyn zonen | Första omgången – Väst, Södra/Fyn zonen | Första omgången – Väst, Södra/Fyn zonen |
| --------------------------------------- | --------------------------------------- | --------------------------------------- |
| Lag 1                                   | Resultat                                | Lag 2                                   |
| B1913 (4)                               | 0–4                                     | Kolding IF (3)                          |
| Morud IF (5)                            | 3–5 (e.f.)                              | Otterup B&IK (5)                        |
| Nørre Aaby IK (6)                       | 1–6                                     | Dalum IF (3)                            |
| OKS (5)                                 | 2–1                                     | Næsby (3)                               |
| Aarslev BK (5)                          | 0–2                                     | BK Marienlyst (3)                       |
| B1909 (5)                               | 1–0                                     | FC Sønderborg (4)                       |
| FC Svendborg (3)                        | 1–4                                     | FC Fredericia (2)                       |
| Flemløse/Hårby (6)                      | 2–1 (e.f.)                              | Sædding/Guldager (5)                    |
| Varde IF (4)                            | 1–0                                     | Marstal/Rise (5)                        |
| Middelfart (3)                          | 0–1                                     | Esbjerg fB (1)                          |
| Tjæreborg IF (6)                        | 1–3                                     | Vejle BK (2)                            |

### Öst, Själland/Lolland/Falster zonen
| Första omgången – Öst, Själland/Lolland/Falster zonen | Första omgången – Öst, Själland/Lolland/Falster zonen | Första omgången – Öst, Själland/Lolland/Falster zonen |
| ----------------------------------------------------- | ----------------------------------------------------- | ----------------------------------------------------- |
| Lag 1                                                 | Resultat                                              | Lag 2                                                 |
| FC Nakskov (6)                                        | 0–5                                                   | Holbæk (3)                                            |
| Horslunde (6)                                         | 2–3                                                   | Døllefjelde Musse (5)                                 |
| Jyderup BK (7)                                        | 1–7                                                   | KFUM Roskilde (4)                                     |
| Karlslunde IF (4)                                     | 0–2                                                   | HB Køge (2)                                           |
| Maribo (6)                                            | 0–4                                                   | FC Roskilde (2)                                       |
| Herlufsholm (4)                                       | 0–4                                                   | Nykøbing FC (2)                                       |

### Öst, Själland/Köpenhamn/Bornholm zonen
| Första omgången – Öst, Själland/Köpenhamn/Bornholm zonen | Första omgången – Öst, Själland/Köpenhamn/Bornholm zonen | Första omgången – Öst, Själland/Köpenhamn/Bornholm zonen |
| -------------------------------------------------------- | -------------------------------------------------------- | -------------------------------------------------------- |
| Lag 1                                                    | Resultat                                                 | Lag 2                                                    |
| NB Bornholm (5)                                          | 2–1                                                      | Taastrup FC (4)                                          |
| Frederiksværk FK (7)                                     | 1–0                                                      | Brønshøj BK (3)                                          |
| IF Føroyar (6)                                           | 1–2 (e.f.)                                               | VB 1968 (6)                                              |
| IF Skjold Birkerød (5)                                   | 2–0                                                      | Jægersborg BK (4)                                        |
| Måløv BK (7)                                             | 0–6                                                      | Fredensborg BI (3)                                       |
| Rosenhøj BK (7)                                          | 1–3                                                      | Ledøje-Smørum (4)                                        |
| Tårnby FF (5)                                            | 3–2                                                      | Fremad Valby (4)                                         |
| Vanløse IF (4)                                           | 3–4                                                      | BK Frem (3)                                              |
| Avedøre (4)                                              | 1–3                                                      | B1908 (4)                                                |
| B93 (3)                                                  | 3–1                                                      | AB Tårnby (4)                                            |
| Ballerup-Skovlunde (5)                                   | 1–4                                                      | Skovshoved IF (4)                                        |
| Fremad Amager (2)                                        | 2–1                                                      | Avarta (3)                                               |
| GVI (4)                                                  | 2–2 (e.f.) (5–6 str.)                                    | HIK (3)                                                  |
| Herlev (4)                                               | 2–3 (e.f.)                                               | Hvidovre IF (3)                                          |
| FC Græsrødderne (8)                                      | 1–2                                                      | AB (2)                                                   |
| CSC (6)                                                  | 2–6                                                      | FC Helsingør (2)                                         |

## Omgång 2
I den andra omgången var det totalt 56 lag. Det var 48 lag som gick vidare från första omgången samt åtta nya lag som började spela i denna omgången. De nya lagen var de som blev placerade 5–10 i Superligaen 2015/2016 samt de två högst placerade lagen från 1. division 2015/2016.
Lagen delades upp i två lika stora grupper, Östra zonen och Västra zonen. Lottningen skedde den 12 augusti 2016, och matcherna spelades den 30 augusti och 31 augusti 2016.

### Västra zonen
| Andra omgången – Västra zonen | Andra omgången – Västra zonen | Andra omgången – Västra zonen |
| ----------------------------- | ----------------------------- | ----------------------------- |
| Lag 1                         | Resultat                      | Lag 2                         |
| Kjellerup IF (3)              | 2–0                           | Odder (3)                     |
| Varde IF (4)                  | 1–2                           | Jammerbugt FC (3)             |
| VSK Aarhus (3)                | 4–3 (e.f.)                    | Kolding IF (3)                |
| Aabyhøj IF (5)                | 0–9                           | Silkeborg IF (1)              |
| IF Lyseng (4)                 | 1–4 (e.f.)                    | AC Horsens (1)                |
| B1909 (5)                     | 0–6                           | Skive IK (2)                  |
| Flemløse/Hårby (6)            | 0–5                           | Esbjerg fB (1)                |
| Lystrup IF (4)                | 2–6                           | Randers FC (1)                |
| OKS (5)                       | 0–2                           | Viborg FF (1)                 |
| Aalborg Freja (5)             | 0–5                           | AGF (1)                       |
| Brabrand (3)                  | 2–4                           | FC Fredericia (2)             |
| Nørresundby (5)               | 1–5                           | AaB (1)                       |
| Vendsyssel FF (2)             | 2–0                           | Hobro IK (2)                  |
| Vejle BK (2)                  | 0–4                           | OB (1)                        |

### Östra zonen
| Andra omgången – Östra zonen | Andra omgången – Östra zonen | Andra omgången – Östra zonen |
| ---------------------------- | ---------------------------- | ---------------------------- |
| Lag 1                        | Resultat                     | Lag 2                        |
| NB Bornholm (5)              | 0–4                          | BK Frem (3)                  |
| Dalum IF (3)                 | 0–1                          | Holbæk (3)                   |
| IF Skjold Birkerød (5)       | 0–3                          | HIK (3)                      |
| KFUM Roskilde (4)            | 1–4                          | B93 (3)                      |
| Ledøje-Smørum (4)            | 2–7                          | AB (2)                       |
| Otterup B&IK (5)             | 0–4                          | Hvidovre IF (3)              |
| Tårnby FF (5)                | 1–4                          | FC Nordsjælland (1)          |
| B1908 (4)                    | 1–5                          | BK Marienlyst (3)            |
| Fredensborg BI (3)           | 0–4                          | FC Helsingør (2)             |
| Frederiksværk (7)            | 1–3                          | Lyngby (1)                   |
| VB 1968 (6)                  | 0–2                          | Fremad Amager (2)            |
| Nykøbing FC (2)              | 2–2 (e.f.) (3–4 str.)        | Næstved BK (2)               |
| Døllefjelde Musse (5)        | 0–3                          | HB Køge (2)                  |
| Skovshoved IF (4)            | 1–3                          | FC Roskilde (2)              |

## Omgång 3
I den tredje omgången var det totalt 32 lag. Det var 28 lag som gick vidare från andra omgången samt de fyra högst placerade lagen från Superligaen 2015/2016 som började i denna omgången. 
Lottningen skedde den 9 september 2016.
| Tredje omgången – 32 lag | Tredje omgången – 32 lag | Tredje omgången – 32 lag |
| ------------------------ | ------------------------ | ------------------------ |
| Lag 1                    | Resultat                 | Lag 2                    |
| HIK (3)                  | 1–3 (e.f.)               | Randers FC (1)           |
| Skive IK (2)             | 1–3 (e.f.)               | Silkeborg IF (1)         |
| B.93 (3)                 | 1–0                      | Esbjerg fB (1)           |
| Vendsyssel FF (2)        | 2–1                      | OB (1)                   |
| Kjellerup IF (3)         | 4–3 (e.f.)               | Lyngby BK (1)            |
| Hvidovre IF (3)          | 0–2                      | SønderjyskE (1)          |
| FC Helsingør (2)         | 0–1                      | AC Horsens (1)           |
| VSK Aarhus (3)           | 0–1                      | AaB (1)                  |
| Jammerbugt FC (3)        | 1–6                      | FC Köpenhamn (1)         |
| FC Roskilde (2)          | 2–1                      | FC Fredericia (2)        |
| Holbæk (3)               | 1–3                      | AGF (1)                  |
| BK Marienlyst (3)        | 2–2 (e.f.) (4–2 str.)    | AB (2)                   |
| BK Frem (3)              | 1–2                      | Brøndby IF (1)           |
| Fremad Amager (2)        | 1–3                      | FC Midtjylland (1)       |
| HB Køge (2)              | 2–1                      | Viborg FF (1)            |
| Næstved BK (2)           | 1–0                      | FC Nordsjælland (1)      |

## Omgång 4
I den fjärde omgången var det 16 lag som gått vidare från den tredje omgången. Det var nio lag från Superligaen, fyra lag från 1. division och tre lag från 2. division.
Lottningen skedde den 4 november 2016.
|       | 28 februari 2017 | Vendsyssel FF (2)                    | 4 – 0           | HB Køge (2) | Hjørring Stadium                          |                                           |
| 19:00 | 19:00            | Gouriye 4′, 38′ Olsen 25′ Leonco 49′ | (3 – 0) Rapport |             | Hjørring Publik: 731 Domare: Sandi Putros | Hjørring Publik: 731 Domare: Sandi Putros |
| 19:00 | 19:00            |                                      |                 |             | Hjørring Publik: 731 Domare: Sandi Putros | Hjørring Publik: 731 Domare: Sandi Putros |
| 19:00 | 19:00            |                                      |                 |             | Hjørring Publik: 731 Domare: Sandi Putros | Hjørring Publik: 731 Domare: Sandi Putros |

|       | 1 mars 2017 | B93 (3) | 0 – 3           | FC Köpenhamn (1)                | Parken                                         |                                                |
| 19:30 | 19:30       |         | (0 – 2) Rapport | 23′ Kristoffersen 27′, 49′ Kusk | Köpenhamn Publik: 3 984 Domare: Anders Poulsen | Köpenhamn Publik: 3 984 Domare: Anders Poulsen |
| 19:30 | 19:30       |         |                 |                                 | Köpenhamn Publik: 3 984 Domare: Anders Poulsen | Köpenhamn Publik: 3 984 Domare: Anders Poulsen |
| 19:30 | 19:30       |         |                 |                                 | Köpenhamn Publik: 3 984 Domare: Anders Poulsen | Köpenhamn Publik: 3 984 Domare: Anders Poulsen |

|       | 2 mars 2017 | AaB (1)                                  | 5 – 0           | Silkeborg IF (1) | Nordjyske Arena                                            |                                                            |
| 19:30 | 19:30       | Thellufsen 25′, 38′, 52′, 79′ Flores 72′ | (2 – 0) Rapport |                  | Ålborg Publik: 3 912 Domare: Mads-Kristoffer Kristoffersen | Ålborg Publik: 3 912 Domare: Mads-Kristoffer Kristoffersen |
| 19:30 | 19:30       |                                          |                 |                  | Ålborg Publik: 3 912 Domare: Mads-Kristoffer Kristoffersen | Ålborg Publik: 3 912 Domare: Mads-Kristoffer Kristoffersen |
| 19:30 | 19:30       |                                          |                 |                  | Ålborg Publik: 3 912 Domare: Mads-Kristoffer Kristoffersen | Ålborg Publik: 3 912 Domare: Mads-Kristoffer Kristoffersen |

|       | 7 mars 2017 | Kjellerup IF (3) | 0 – 3           | FC Midtjylland (1)                 | Mascot Park                                                |                                                            |
| 17:45 | 17:45       |                  | (0 – 3) Rapport | 14′ Bruninho 17′ Duelund 34′ Kroon | Silkeborg Publik: 1 321 Domare: Jørgen Daugbjerg Burchardt | Silkeborg Publik: 1 321 Domare: Jørgen Daugbjerg Burchardt |
| 17:45 | 17:45       |                  |                 |                                    | Silkeborg Publik: 1 321 Domare: Jørgen Daugbjerg Burchardt | Silkeborg Publik: 1 321 Domare: Jørgen Daugbjerg Burchardt |
| 17:45 | 17:45       |                  |                 |                                    | Silkeborg Publik: 1 321 Domare: Jørgen Daugbjerg Burchardt | Silkeborg Publik: 1 321 Domare: Jørgen Daugbjerg Burchardt |

|       | 8 mars 2017 | BK Marienlyst (3)   | 1 – 4           | Brøndby IF (1)                              | Brøndby Stadion                                   |                                                   |
| 17:45 | 17:45       | Petersen 37′ (str.) | (1 – 4) Rapport | 20′ Austin 24′ Crone 32′ Wilczek 34′ Kalmár | Brøndby Publik: 3 102 Domare: Lars Christoffersen | Brøndby Publik: 3 102 Domare: Lars Christoffersen |
| 17:45 | 17:45       |                     |                 |                                             | Brøndby Publik: 3 102 Domare: Lars Christoffersen | Brøndby Publik: 3 102 Domare: Lars Christoffersen |
| 17:45 | 17:45       |                     |                 |                                             | Brøndby Publik: 3 102 Domare: Lars Christoffersen | Brøndby Publik: 3 102 Domare: Lars Christoffersen |

|       | 8 mars 2017 | Næstved BK (2)                                               | 3 – 2           | FC Roskilde (2)          | Næstved Stadion                              |                                              |
| 19:00 | 19:00       | P. Nygaard Hansen 35′ S. Nygaard Hansen 45′ Christiansen 81′ | (2 – 1) Rapport | 34′ Lissau 76′ Jørgensen | Næstved Publik: 479 Domare: Michael Johansen | Næstved Publik: 479 Domare: Michael Johansen |
| 19:00 | 19:00       |                                                              |                 |                          | Næstved Publik: 479 Domare: Michael Johansen | Næstved Publik: 479 Domare: Michael Johansen |
| 19:00 | 19:00       |                                                              |                 |                          | Næstved Publik: 479 Domare: Michael Johansen | Næstved Publik: 479 Domare: Michael Johansen |

|       | 15 mars 2017 | AC Horsens (1) | 1 – 3           | AGF (1)              | Casa Arena                                     |                                                |
| 18:00 | 18:00        | Tshiembe 7′    | (1 – 0) Rapport | 61′, 81′, 86′ Junker | Horsens Publik: 2 271 Domare: Michael Tykgaard | Horsens Publik: 2 271 Domare: Michael Tykgaard |
| 18:00 | 18:00        |                |                 |                      | Horsens Publik: 2 271 Domare: Michael Tykgaard | Horsens Publik: 2 271 Domare: Michael Tykgaard |
| 18:00 | 18:00        |                |                 |                      | Horsens Publik: 2 271 Domare: Michael Tykgaard | Horsens Publik: 2 271 Domare: Michael Tykgaard |

|       | 15 mars 2017 | Randers FC (1)    | 1 – 0       | SønderjyskE (1) | BioNutria Park                          |                                         |
| 18:00 | 18:00        | Pourie 15′ (str.) | (–) Rapport |                 | Randers Publik: 2 608 Domare: Jens Maae | Randers Publik: 2 608 Domare: Jens Maae |
| 18:00 | 18:00        |                   |             |                 | Randers Publik: 2 608 Domare: Jens Maae | Randers Publik: 2 608 Domare: Jens Maae |
| 18:00 | 18:00        |                   |             |                 | Randers Publik: 2 608 Domare: Jens Maae | Randers Publik: 2 608 Domare: Jens Maae |

## Kvartsfinaler
I kvartsfinalerna var det åtta lag som gått vidare från fjärde omgången. Det var sex lag från Superligaen och två lag från 1. division.
Lottningen skedde den 17 mars 2017.
|       | 5 april 2017 | Næstved BK (2)    | 1 – 2           | Vendsyssel FF (2)           | Næstved Stadion                                 |                                                 |
| 18:00 | 18:00        | Bechmann Timm 19′ | (1 – 1) Rapport | 15′ (str.) Leonço 77′ Moses | Næstved Publik: 674 Domare: Lars Christoffersen | Næstved Publik: 674 Domare: Lars Christoffersen |
| 18:00 | 18:00        |                   |                 |                             | Næstved Publik: 674 Domare: Lars Christoffersen | Næstved Publik: 674 Domare: Lars Christoffersen |
| 18:00 | 18:00        |                   |                 |                             | Næstved Publik: 674 Domare: Lars Christoffersen | Næstved Publik: 674 Domare: Lars Christoffersen |

|       | 5 april 2017 | AaB (1)                      | 2 – 3           | FC Midtjylland (1)         | Nordjyske Arena                           |                                           |
| 18:00 | 18:00        | Würtz 34′ (str.) Risgård 77′ | (1 – 2) Rapport | 22′, 29′ Onuachu 52′ Novak | Ålborg Publik: 4 124 Domare: Jakob Kehlet | Ålborg Publik: 4 124 Domare: Jakob Kehlet |
| 18:00 | 18:00        |                              |                 |                            | Ålborg Publik: 4 124 Domare: Jakob Kehlet | Ålborg Publik: 4 124 Domare: Jakob Kehlet |
| 18:00 | 18:00        |                              |                 |                            | Ålborg Publik: 4 124 Domare: Jakob Kehlet | Ålborg Publik: 4 124 Domare: Jakob Kehlet |

|       | 6 april 2017 | FC Köpenhamn (1)              | 2 – 1           | AGF (1)      | Parken                                         |                                                |
| 19:30 | 19:30        | Pavlovic 44′ Augustinsson 82′ | (1 – 0) Rapport | 47′ Spelmann | Köpenhamn Publik: 7 755 Domare: Anders Poulsen | Köpenhamn Publik: 7 755 Domare: Anders Poulsen |
| 19:30 | 19:30        |                               |                 |              | Köpenhamn Publik: 7 755 Domare: Anders Poulsen | Köpenhamn Publik: 7 755 Domare: Anders Poulsen |
| 19:30 | 19:30        |                               |                 |              | Köpenhamn Publik: 7 755 Domare: Anders Poulsen | Köpenhamn Publik: 7 755 Domare: Anders Poulsen |

|       | 13 april 2017 | Randers FC (1)       | 2 – 4 (e fl)    | Brøndby IF (1)                         | BioNutria Park                                           |                                                          |
| 18:30 | 18:30         | Bruhn 15′ Pourie 39′ | (2 – 1) Rapport | 5′ Wilczek 89′, 93′ Mukhtar 97′ Kalmar | Randers Publik: 5 438 Domare: Jørgen Daugbjerg Burchardt | Randers Publik: 5 438 Domare: Jørgen Daugbjerg Burchardt |
| 18:30 | 18:30         |                      |                 |                                        | Randers Publik: 5 438 Domare: Jørgen Daugbjerg Burchardt | Randers Publik: 5 438 Domare: Jørgen Daugbjerg Burchardt |
| 18:30 | 18:30         |                      |                 |                                        | Randers Publik: 5 438 Domare: Jørgen Daugbjerg Burchardt | Randers Publik: 5 438 Domare: Jørgen Daugbjerg Burchardt |

## Semifinaler
Inför denna säsongen ändrades semifinalerna från att vara dubbelmöte till enkelmöte. Fyra lag gick vidare från kvartsfinalerna, varav tre lag från Superligaen och ett lag från 1. division.
Lottningen skedde den 7 april 2017.
|       | 27 april 2017 | Vendsyssel FF (2) | 0 – 2           | FC Köpenhamn (1)    | Hjørring Stadion                                |                                                 |
| 19:00 | 19:00         |                   | (0 – 1) Rapport | 20′ Gregus 74′ Kusk | Hjørring Publik: 5 281 Domare: Michael Tykgaard | Hjørring Publik: 5 281 Domare: Michael Tykgaard |
| 19:00 | 19:00         |                   |                 |                     | Hjørring Publik: 5 281 Domare: Michael Tykgaard | Hjørring Publik: 5 281 Domare: Michael Tykgaard |
| 19:00 | 19:00         |                   |                 |                     | Hjørring Publik: 5 281 Domare: Michael Tykgaard | Hjørring Publik: 5 281 Domare: Michael Tykgaard |

|       | 4 maj 2017 | FC Midtjylland (1)    | 1 – 2       | Brøndby IF (1)         | MCH Arena                                                   |                                                             |
| 18:30 | 18:30      | J. Poulsen 29′ (str.) | (–) Rapport | 34′ Pukki 90′ Nørgaard | Herning Publik: 9 475 Domare: Mads-Kristoffer Kristoffersen | Herning Publik: 9 475 Domare: Mads-Kristoffer Kristoffersen |
| 18:30 | 18:30      |                       |             |                        | Herning Publik: 9 475 Domare: Mads-Kristoffer Kristoffersen | Herning Publik: 9 475 Domare: Mads-Kristoffer Kristoffersen |
| 18:30 | 18:30      |                       |             |                        | Herning Publik: 9 475 Domare: Mads-Kristoffer Kristoffersen | Herning Publik: 9 475 Domare: Mads-Kristoffer Kristoffersen |

## Final
Finalen vanns av FC Köpenhamn som tog sin åttonde titel.
|       | 25 maj 2017 | FC Köpenhamn (1)                 | 3 – 1           | Brøndby IF (1) | Parken                                     |                                            |
| 17:00 | 17:00       | Cornelius 51′, 85′ Santander 83′ | (0 – 0) Rapport | 61′ Pukki      | Köpenhamn Publik: 32 140 Domare: Jens Maae | Köpenhamn Publik: 32 140 Domare: Jens Maae |
| 17:00 | 17:00       |                                  |                 |                | Köpenhamn Publik: 32 140 Domare: Jens Maae | Köpenhamn Publik: 32 140 Domare: Jens Maae |
| 17:00 | 17:00       |                                  |                 |                | Köpenhamn Publik: 32 140 Domare: Jens Maae | Köpenhamn Publik: 32 140 Domare: Jens Maae |